# Würfelbecher

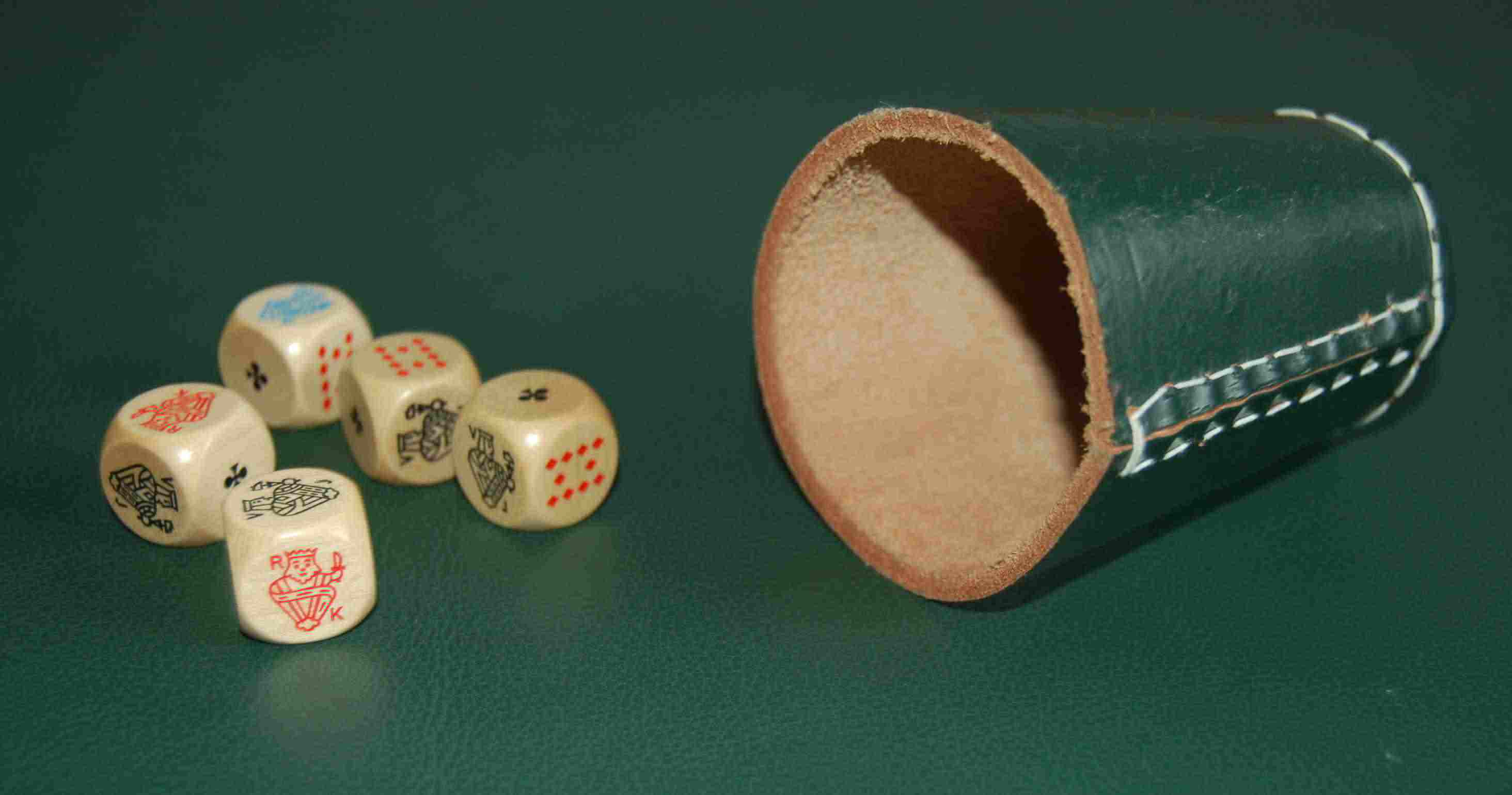
Pokerwürfel mit ledernem Würfelbecher

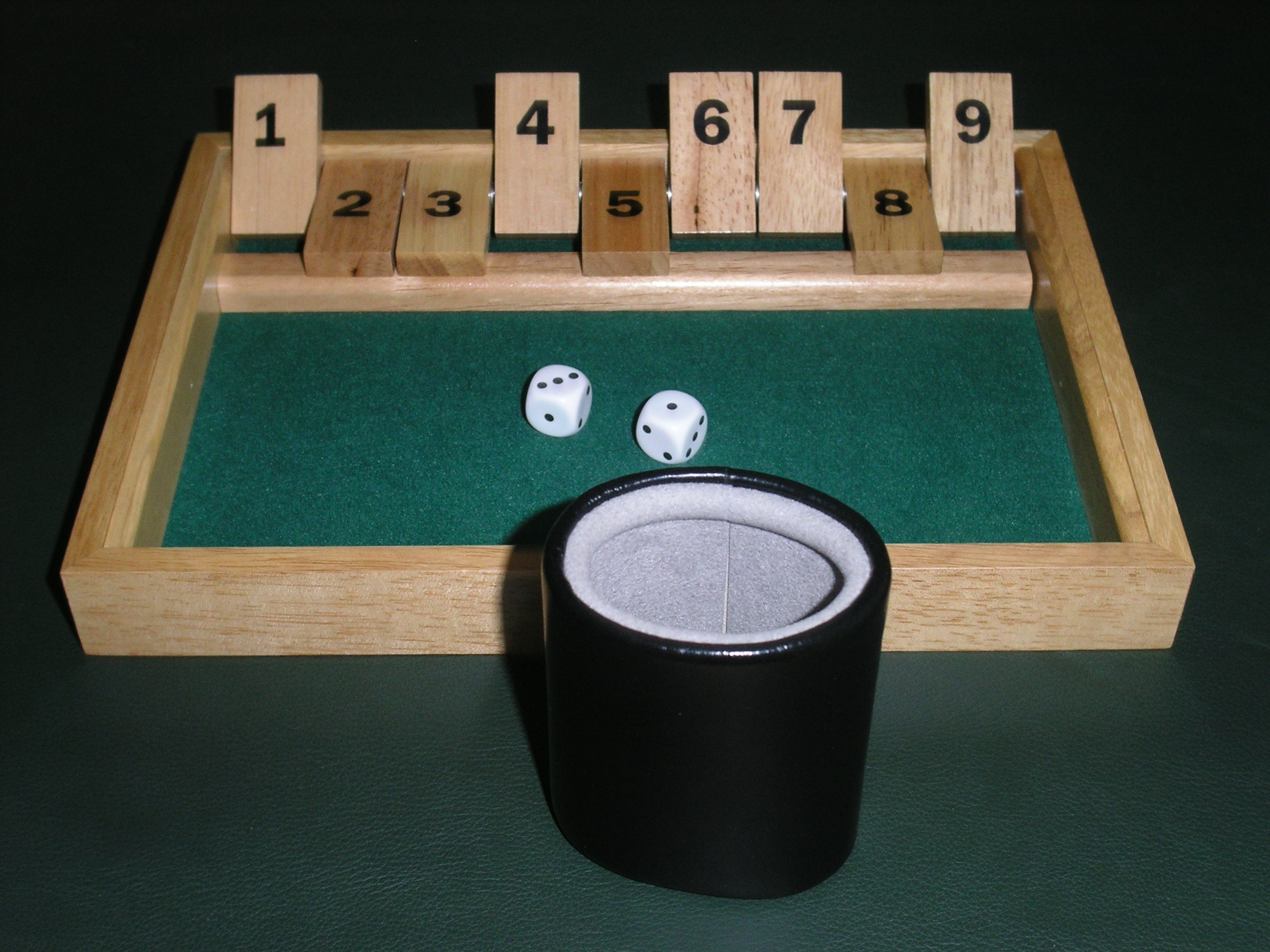
Ein Klappbrett mit Würfeln und Becher. Der abgebildete Würfelbecher besitzt innen eine Lippe.

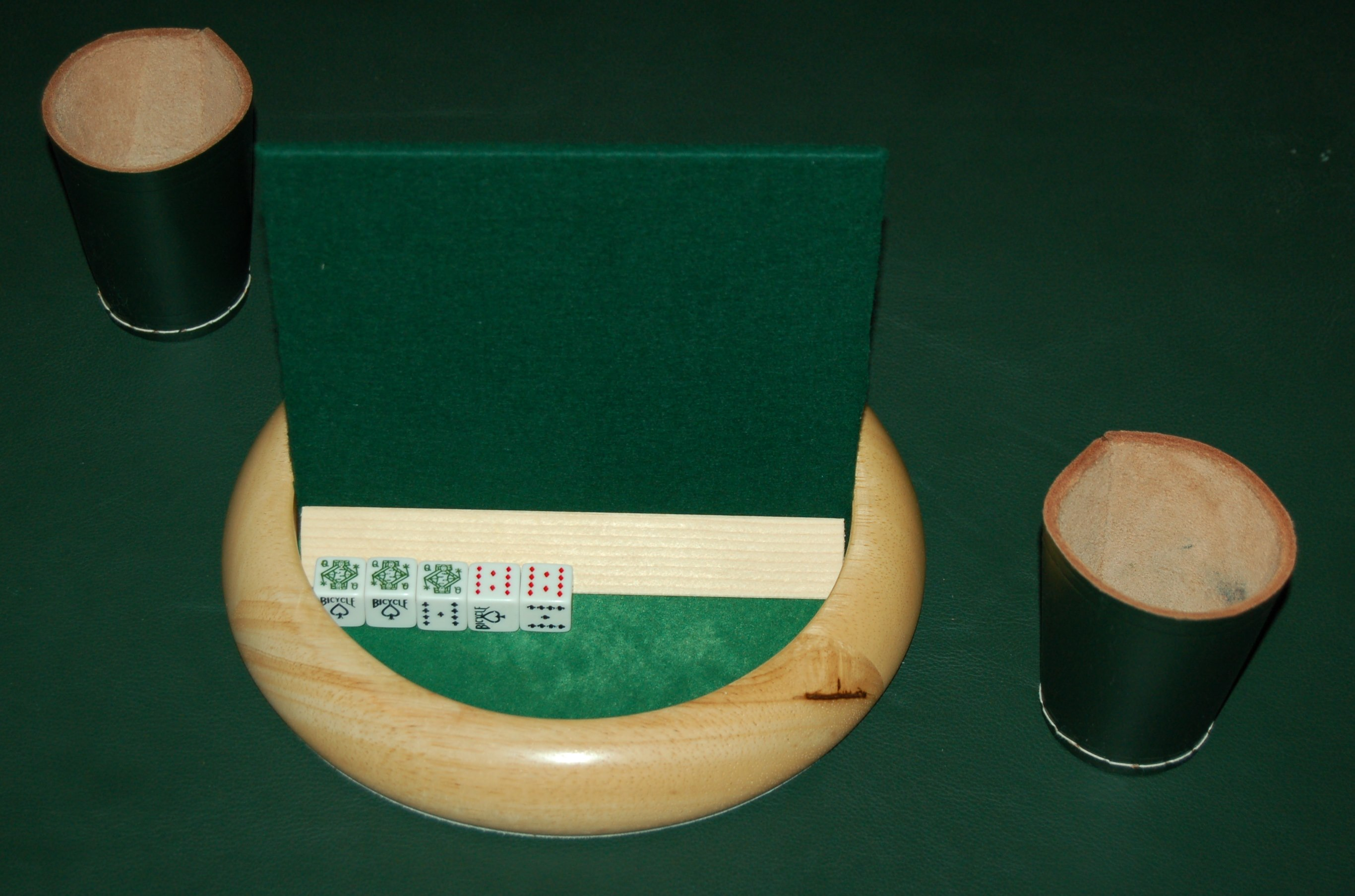
Eine Würfeltasse mit Sichtschutzschirm, wie sie für das Spiel Liar Dice verwendet wird.

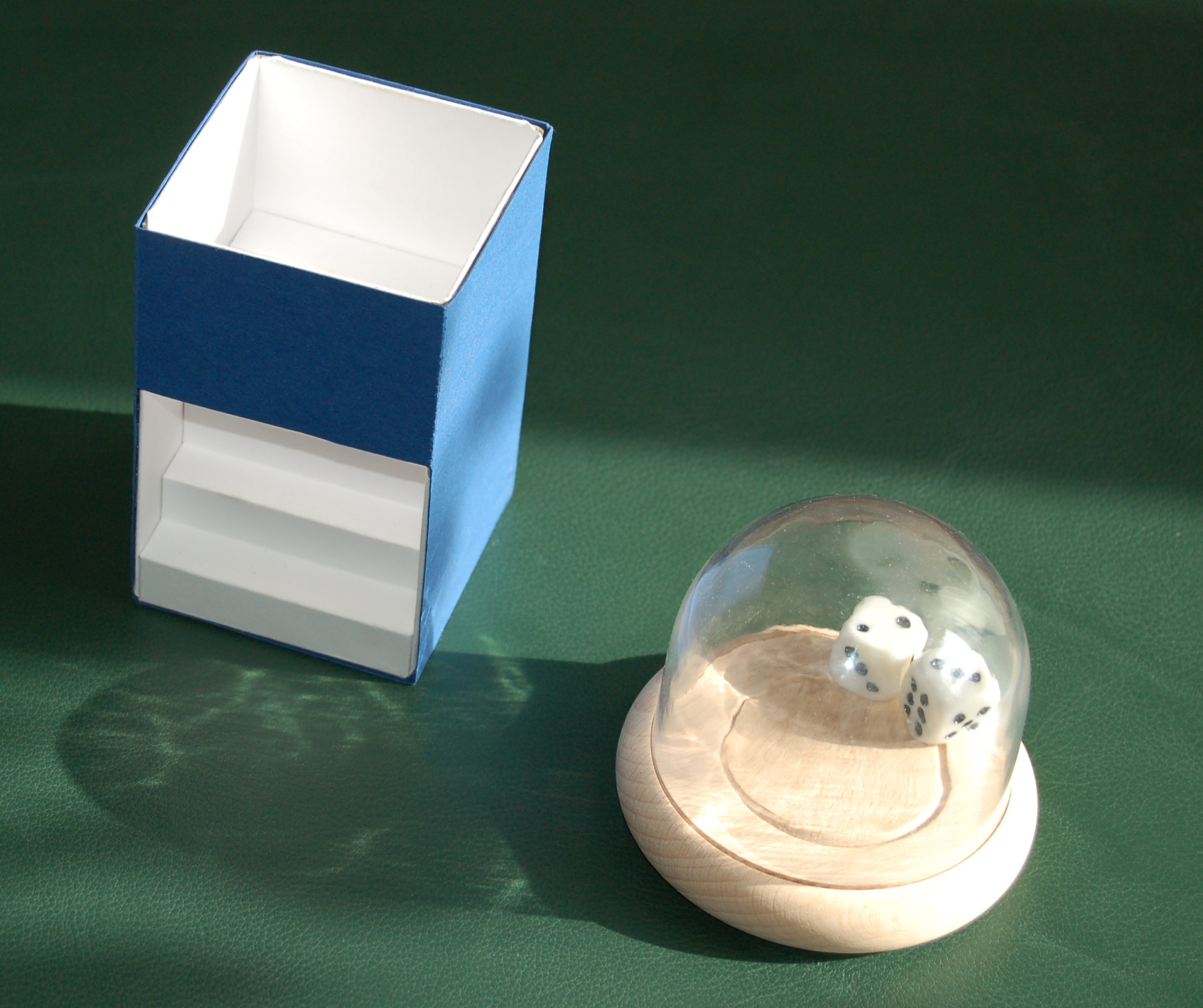
Würfelturm und Würfelbox

Ein Würfelbecher oder auch Knobelbecher ist ein Becher, in dem bei Würfelspielen mehrere Spielwürfel geschüttelt und dann auf den Tisch geleert werden. Er dient dazu, Unregelmäßigkeiten beim Würfeln zu verhindern.

## Material und Form
Würfelbecher sind meist aus Leder oder aus Kunststoff hergestellt. Die aufwändiger gearbeiteten Exemplare besitzen an der Öffnung eine sogenannte Lippe, d. h. einen Wulst, um sicherzustellen, dass die Würfel beim Herausrollen in jedem Fall springen.
Würfelbecher mit Lippen sind bereits aus der römischen Antike überliefert, es sind Exemplare mit bis zu drei Ringen von Lippen erhalten.

## Verwendung
Man legt die Würfel in den Becher, schüttelt diesen und lässt die Würfel in ein meist mit grünem Filz ausgeschlagenes Würfelbrett (auch Würfelteller oder Würfeltasse genannt) ausrollen. Damit soll zum einen ein Wegrollen der Würfel vermieden, zum anderen das Geräusch der Würfel gedämpft werden.
Laut Turnierregeln einiger Spiele muss der Becher unbedingt geschüttelt werden, ein bloßes Umstülpen des Bechers ist nicht gestattet. Die Würfel dürfen während des Ausrollens nicht berührt werden, da hierbei der Wurf manipuliert werden könnte.
Bei den meisten Würfelspielen, z. B. Backgammon, ist die Verwendung von Würfelbechern zwingend vorgeschrieben. Eine Ausnahme stellt das Spiel Craps dar, bei dem traditionell aus der Hand gewürfelt wird, allerdings müssen dabei die Würfel gegen eine Wand geworfen werden und von dort zurückprallen.
Der Würfelbecher wird beim Geschicklichkeitsspiel Dice Stacking als eine Art Sportgerät verwendet.

## Falschspiel
Bei Verwendung eines Würfelbechers ist es auszuschließen, dass ein Falschspieler sich die Würfel kunstvoll legt – vorausgesetzt er legt tatsächlich alle Würfel in den Becher. 
Ein Falschspieler kann etwa bei einem Spiel mit mehreren Würfeln, wenn er eine bestimmte Augenzahl auf einem Würfel benötigt, einen Würfel in der Hand behalten und nur die anderen in den Becher legen. Auf diese Weise ist es möglich, den in der Hand behaltenen Würfel mit der gewünschten Augenzahl nach oben unauffällig in die Würfeltasse zu legen.
Würfelbecher bieten keinen Schutz gegen gezinkte Würfel.

## Würfelturm, Würfelbox und Würfelkäfig
Den gleichen Zweck wie der Würfelbecher erfüllt der Würfelturm (lat. Turricula); bei ihm werden die Würfel oben eingeworfen und rollen über schiefe Ebenen oder Stufen vorne wieder heraus.
Als Sonderformen des Würfelbechers sind auch Würfelboxen und Würfelkäfige anzusehen; dabei handelt es sich um geschlossene durchsichtige oder käfigartige Behälter, in die die Würfel eingesperrt sind. 
Bei Verwendung einer Würfelbox ist es natürlich nicht möglich, dass ein Falschspieler gezinkte Würfel während eines Spieles einwechselt – er kann jedoch im Voraus gefälschte Würfel in die Box legen.
Würfelboxen dienen allerdings nicht allein der Vermeidung von Betrügereien, sie erweisen sich vielmehr als sehr praktisch beim Spiel unterwegs, am Strand u. ä. 
Würfelkäfige werden in Spielbanken bei Sic Bo verwendet, weshalb dieses Spiel auch unter dem Namen Birdcage bekannt ist.